# Deposizione di Cristo (Bertucci)
La Deposizione di Cristo è un dipinto di Giovanni Battista Bertucci, la cui datazione risale all'incirca al XVI secolo.
Il dipinto fu donato al Comune dalla famiglia Bocchini alla fine del XIX secolo; per le sue piccole dimensioni si pensa che si tratti di un'opera di destinazione privata o del bozzetto di un'opera più grande.
Il quadro rappresenta la deposizione del Cristo per atto della Vergine, di San Giovanni Battista e di Maria Maddalena.
Nello sfondo, a destra, compaiono due croci, mentre al centro si nota la città di Gerusalemme.